# Piaskowiec (Korsze)
Piaskowiec (deutsch Sandenberg) ist ein kleiner Ort in der polnischen Woiwodschaft Ermland-Masuren und gehört zur Gmina Korsze (Stadt- und Landgemeinde Korschen) im Powiat Kętrzyński (Kreis Rastenburg).

## Geographische Lage
Piaskowiec liegt an der nordwestlichen Stadtgrenze von Korsze (Korschen) in der nördlichen Mitte der Woiwodschaft Ermland-Masuren, 20 Kilometer nordwestlich der Kreisstadt Kętrzyn (Rastenburg).

## Geschichte
Das Vorwerk Sandenberg war bis 1945 in die Stadtgemeinde Korschen (polnisch Korsze) eingegliedert. Es gehörte somit zum Kreis Rastenburg im Regierungsbezirk Königsberg in der preußischen Provinz Ostpreußen.
Mit dem gesamten südlichen Ostpreußen wurde Sandenberg 1945 in Kriegsfolge an Polen überstellt und erhielt die polnische Namensform „Piaskowiec“. Heute ist es eine Ortschaft im Verbund der Stadt- und Landgemeinde Korsze (Korschen) im Powiat Kętrzyński (Kreis Rastenburg), bis 1998 der Woiwodschaft Olsztyn, seither der Woiwodschaft Ermland-Masuren zugehörig.

## Kirche
Sandeberg war bis 1945 in die evangelische Kirche Korschen in der Kirchenprovinz Ostpreußen der Kirche der Altpreußischen Union sowie in die katholische Kirche in Korschen im damaligen Bistum Ermland eingepfarrt.
Heute gehört Piaskowiec katholischerseits weiterhin zu Korsze, das nun dem Erzbistum Ermland zugeordnet ist. Die evangelischen Einwohner orientieren sich zur Pfarrei in Kętrzyn in der Diözese Masuren der Evangelisch-Augsburgischen Kirche in Polen.

## Verkehr
Piaskowiec liegt an einer Nebenstraße, die Giełpsz (Gelbsch) mit der Stadt Korsze verbindet. Von der Woiwodschaftsstraße 590 führt außerdem eine Straße direkt nach Piaskowiec.
Die nächste Bahnstation ist Korsze. Sie ist heute Endpunkt zweier Bahnstrecken von Białystok bzw. von Toruń.